# المنجية (المخادر)

تعديل مصدري - تعديل

المنجية محلة تابعة لقرية الناصرة، التابعة لعزلة السحول بمديرية المخادر إحدى مديريات محافظة إب في الجمهورية اليمنية، بلغ تعداد سكانها 89 حسب تعداد اليمن لعام 2004.